# Hitcher 2
Pour plus de détails, voir Fiche technique et Distribution.
Hitcher 2 ou L'Auto-stoppeur 2 au Québec (The Hitcher II: I've Been Waiting) est un film d'horreur américain, réalisé par Louis Morneau, sorti en 2003.
C'est la suite du film Hitcher, sorti en 1986. En 2003, Rutger Hauer refusa de reprendre son rôle du film de 1986.

## Synopsis
Quinze ans après avoir survécu aux tragiques événements de Hitcher, Jim Halsey est maintenant devenu officier de police. Toutefois, il est actuellement suspendu pour avoir été trop violent lors d'une interpellation. Il décide de rendre visite à son ancien mentor, le capitaine Esteridge, qui vit au Texas. Sa petite amie, Maggie, l'accompagne lors de ce voyage en voiture au cours duquel ils décident de prendre un auto-stoppeur en difficultés.

## Fiche technique
- Titre original : The Hitcher II: I've Been Waiting
- Titre français : Hitcher 2
- Titre québécois : L'Auto-stoppeur 2
- Réalisation : Louis Morneau
- Scénario : Molly Meeker, Charles R. Meeker, Leslie Scharf
- Production : Alfred Haber, Oliver G. Hess, Kevin M. Kallberg, Charles R. Meeker, Universal Pictures
- Musique : Joe Kraemer
- Photographie : George Mooradian
- Format : 35mm - Ratio : 1,85:1 - Stéréo Dolby
- Montage : Glenn Garland
- Direction artistique : Rick Roberts, Janet Lakeman
- Décors : Celine Godberson
- Costumes : Wendy Partridge
- Pays d'origine :  États-Unis
- Langue : anglais
- Genre : Thriller, Horreur
- Durée : 93 minutes
- Date de sortie :
  -  États-Unis : 15 juillet 2003
- Interdit aux moins de 12 ans

## Distribution
- C. Thomas Howell : Jim Halsey
- Kari Wührer : Maggie
- Jake Busey : Jack, l'auto-stoppeur
- Janne Mortil : Sergent Kibble
- Mackenzie Gray : Lieutenant
- Shaun Johnston : Sheriff Castillo
- Steve Railsback : Officier de police (non crédité)

## Distinctions

### Nominations
- Saturn Award 2004 :
  - Saturn Award de la meilleure édition DVD